# Espacio pictórico
Espacio pictórico es, en la práctica de la composición pictórica y su ejecución, la superficie sobre la que se representa un tema. Su construcción se elabora a partir de diversos recursos ópticos, como representación figurativa sobre un plano de dos dimensiones de la profundidad, la perspectiva, el contraste de luces y sombras, el color y la continuidad de los contornos, etc. Del espacio adimensional o ‘plano’ característico de las manifestaciones pictóricas primitivas y anteriores al Renacimiento se fue desarrollando el juego de volúmenes y perspectivas, figura y color, luz y sombra que dominarían la pintura hasta el inicio del siglo xx, cuando vanguardias artísticas como el cubismo o el surrealismo plantean opciones revolucionarias en el espacio de la composición desde su origen en la mente del pintor, en un doble ejercicio de rebeldía e innovación drástica. El surrealista André Masson, llegó a definir el espacio pictórico como algo que no debe ser «ni exterior ni interior, un juego de fuerzas, un puro devenir indeterminable».
La cumbre del dominio del espacio pictórico puede entenderse con el estudio de algunas obras de los principales pintores del barroco. Así, por ejemplo, en el Descendimiento de Cristo de Rubens que organiza la escena «en torno a la figura en diagonal de Cristo y la tela de lino blanco sobre la que se desliza su cuerpo»; escena que, sometida a la luz lateral que proviene de la derecha genera el milagro del claroscuro y sus contrastes, dominado todo por una «perspectiva aérea».
Velázquez, por su parte, en obras de madurez como Las meninas y Las hilanderas, consiguió la sensación de que «entre los personajes hay un espacio de «aire» que los difumina a la vez que los aúna a todos ellos, llevando a su extremo la técnica de la pincelada suelta y ligera».

## Un modelo de composición flamenco

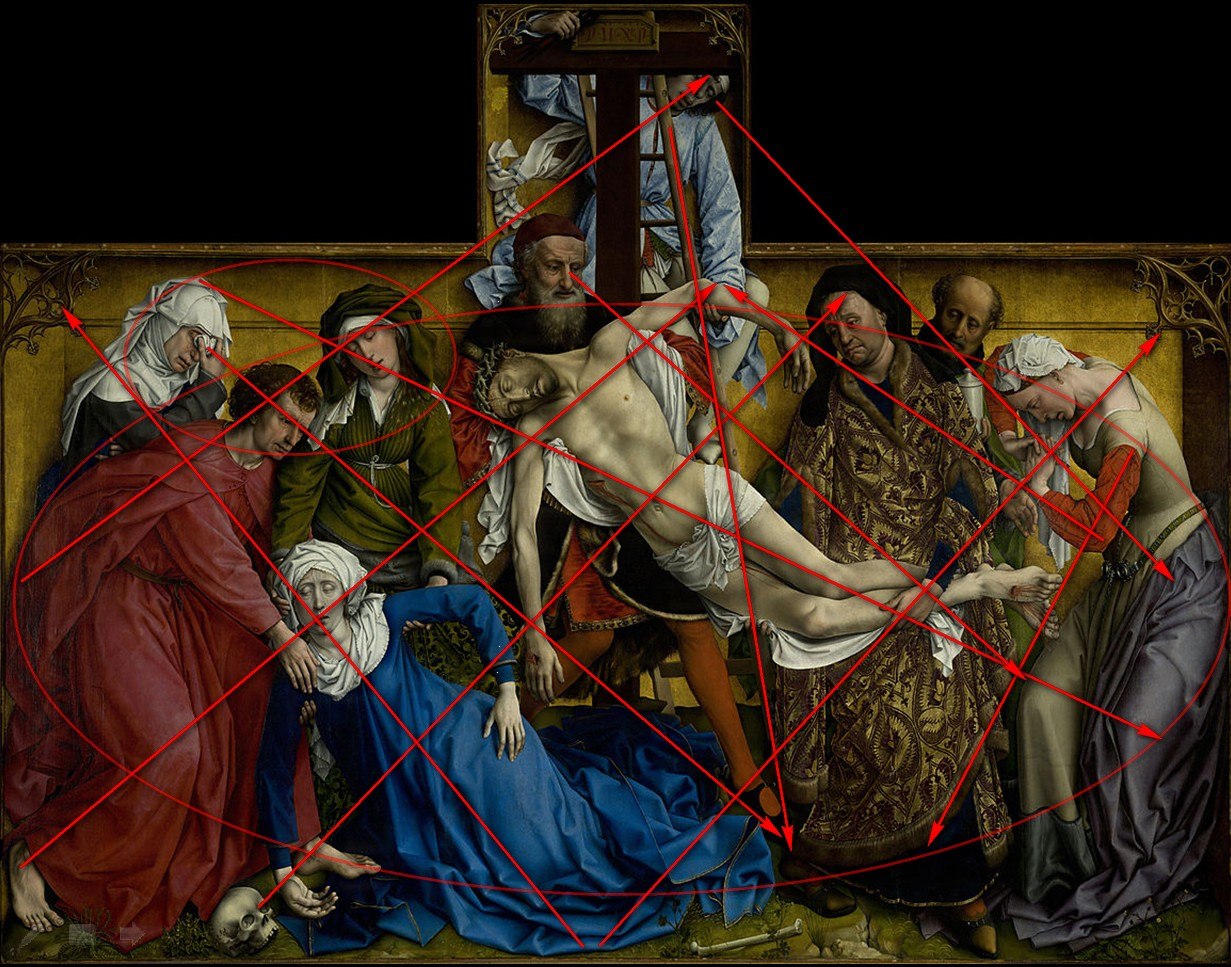
Líneas de fuga, modelado escultórico y grupos de color en El Descendimiento, obra de Rogier van der Weyden, en el Prado.

En el conjunto de la pintura flamenca barroco-renacentista pueden encontrarse interesantes ejemplos de composición creativa en el perímetro tradicional del campo pictórico. Uno de los más singulares quizá es la tabla central del tríptico conservado en el Museo del Prado, pintado por Rogier van der Weyden y representando el Descendimiento, y considerado una de las obras maestras de este pintor de la guilda de Bruselas, realizada hacia 1435.
Weyden, siguiendo modelos escultóricos, distribuye la anatomía de las diez figuras que representa en una llamativa «danza manierista» gobernada por un minucioso estudio previo de diagonales y puntos de fuga en el espacio pictórico: la superficie del cuadro (una tabla de innovadora geometría irregular, convirtiendo un rectángulo en una figura de ocho lados), planteada como un altorrelieve.
Para reforzar la sensación de profundidad, recurre al trampantojo con las tracerías góticas que pinta en los dos ángulos principales. Destaca la composición axial vertical y horizontal, armoniosamente estructurada y equilibrada, formando un imaginario óvalo. Para las líneas de fuga, las posiciones del brazo de Jesucristo y de la Virgen marcan las direcciones básicas de la tabla. Así mismo, podría trazarse una diagonal que partiendo de la cabeza del joven que ha liberado a Cristo y bajando hasta la Virgen acaba en el pie derecho de San Juan. Completando la composición, los rostros, muy expresivos individualmente, quedan alineados de forma horizontal pero suavizada por la imaginaria línea ondulada (la danza manierista) de las expresiones corporales de los personajes.
Otro complemento que dominará la percepción final del conjunto del espacio pintado por Weyden es la distribución de la coloración de los ropajes y el claroscuro. Contrastan los colores fríos que visten los personajes más patéticos (las mujeres y el joven subido a la escalera) con los tonos de los demás personajes, que visten colores cálidos.